# 超級聖魔大戰
《超級聖魔大戰》是《聖魔大戰》系列的外傳的原作動畫。於1992年5月17日至1993年4月4日期間於在朝日電視台共播出44集。

## 故事简介
圣魔和平的时代已经成为遥远的过去，天使和恶魔之间的战争又再次打响。天地球的首都铁拉沙比恩斯遭到恶魔军的破坏，中心部被恶魔化。
天使少年菲尼克斯（10岁），面对着戴比宙斯和他的恶魔军和想要让整个世界陷入黑暗的阴谋，勇敢的站了出来，和伙伴们一起收集石板，为了阻止罪黑大魔神阿诺德的复活而战斗。